# Valdurenque
Valdurenque – miejscowość i gmina we Francji, w regionie Oksytania, w departamencie Tarn.
Według danych na rok 1990 gminę zamieszkiwało 628 osób, a gęstość zaludnienia wynosiła 105 osób/km² (wśród 3020 gmin regionu Midi-Pireneje Valdurenque plasuje się na 504. miejscu pod względem liczby ludności, natomiast pod względem powierzchni na miejscu 1411.).